# Demetri Mitchell
Demetri Karim Mitchell, né le 11 janvier 1997 à Manchester, est un footballeur anglais qui évolue au poste de défenseur à Leyton Orient.

## Biographie
Formé à Manchester United, Demetri Mitchell participe à sa première rencontre avec les Red Devils en étant titularisé lors de la dernière journée de Premier League contre Crystal Palace le 21 mai 2017 (victoire 2-0).
Le 11 janvier 2018, il est prêté pour six mois au club écossais du Heart of Midlothian FC. Il inscrit un but en onze matchs avant de réintégrer l'effectif de Manchester United à l'issue de la saison.
Le 28 août 2018, Mitchell est de nouveau prêté à Heart of Midlothian, cette fois pour une durée d'une saison.
Le 24 janvier 2022, il rejoint Hibernian.
Le 26 janvier 2023, il rejoint Exeter City

## Palmarès

### En sélection
Mitchell remporte le championnat d'Europe des moins de 17 ans en 2014 avec l'équipe Angleterre.